# Arkadiusz Mucharski

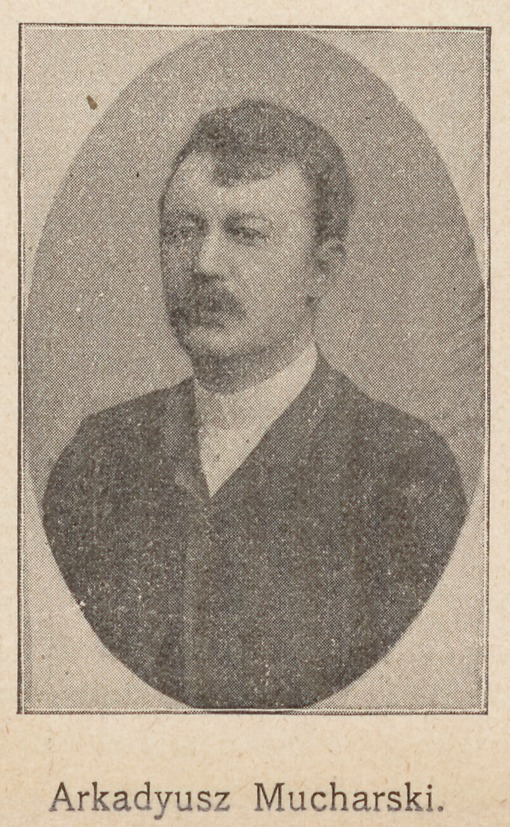

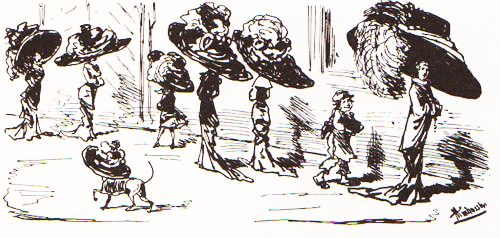
Warschauerinnen (Zeichnung, 1882)

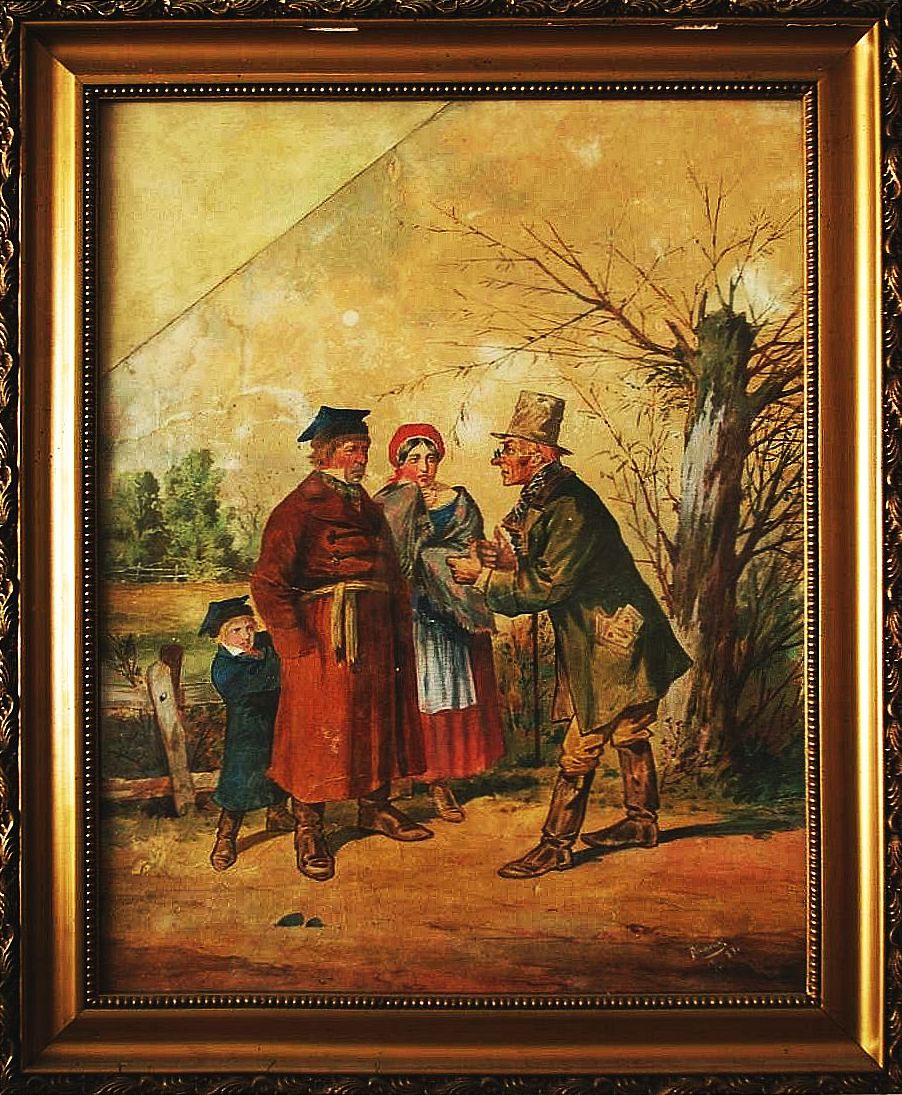
Ländliche Genreszene von Arkadiusz Mucharski (Aquarell, 1883)

Arkadiusz Mucharski (* 1853 in Warschau; † 3. September 1899 ebenda) war ein polnischer Musiker, Karikaturist und Maler.
Nach einer musikalischen Ausbildung am Warschauer Konservatorium, wo er sich u. a. mit Ignacy Paderewski anfreundete, spielte Mucharski zunächst mehrere Jahre Posaune im Orchester des Warschauer Teatr Wielki, bevor er, von dieser Beschäftigung enttäuscht, das Orchester wieder verließ und sich völlig seinem bis zum Tod fortgeführten Schaffen als Karikaturist und Maler widmete.
Die dazu nötigen Fertigkeiten eignete sich Mucharski als Autodidakt weitgehend selbst an. Hinzu kam seine außergewöhnliche Begabung zur Wahrnehmung von Lächerlichkeiten des Alltags, gepaart mit der Fähigkeit, sie zeichnerisch festzuhalten. Mucharskis Schaffen der Folgejahre war außerordentlich produktiv: Zeichnungen und Karikaturen von ihm erschienen in zahlreichen humoristischen und Satire-Zeitschriften des Landes wie Kolce, Kuryer Świąteczny und Mucha.
Daneben malte Mucharski aber auch Aquarelle, meist mit Genreszenen des Stadt- und Landlebens oder mit Warschauer Originalen. Zu den bekanntesten Werken Mucharskis aus diesem Bereich seines Schaffens zählen: Wesele krakowskie (deutsch Die Krakauer Hochzeit), Ex-człowiek (deutsch Der Ex-Mensch) und Emeryt (deutsch Der Rentner).
Mucharski wurde auf dem Warschauer Powązki-Friedhof beigesetzt.

## Abweichende Namensschreibweisen
Da Warschau bis 1918 zum russischen Teilungsgebiet Polens gehörte, finden sich für den Vornamen des Künstlers in der Literatur auch die folgenden abweichenden Schreibweisen: „Arkadjusz“ und „Arkadysz“.